# Kinokino
kinokino ist ein wöchentliches Kinomagazin des BR Fernsehens und das dienstälteste Filmmagazin des deutschen Fernsehens. Seit 40 Jahren stellt die Sendung die wichtigsten Neustarts im Kino vor, zeigt Interviews mit Schauspielern und Regisseuren, berichtet von Filmpreisen und internationalen Festivals und porträtiert bedeutende Filmpersönlichkeiten. Die besondere Aufmerksamkeit der kinokino-Redaktion gilt dem deutschen Film und seinen Protagonisten.
Die in der Redaktion Kino und Debüt des BR Fernsehens beheimatete Redaktion betreut zudem die jährliche Livesendung zum Bayerischen Filmpreis. Regelmäßige Sondersendungen entstehen zur Berlinale, zu den Internationalen Hofer Filmtagen, zum Filmfest München und den Festivals in Venedig und Cannes. kinokino Extra-Sendungen begleiten als „Making of“ BR-Koproduktionen oder widmen sich aktuellen Trends im Kino. Gemeinsam mit Radio Bayern 1 vergibt kinokino zudem den Publikumspreis des Bayerischen Filmpreises.

## Geschichte
Die Sendung wurde erstmals am 14. Januar 1978 unter dem Titel Kino Aktuell ausgestrahlt. 25 Jahre lang ging kinokino einmal im Monat auf Sendung. Seit Januar 2013 erscheint kinokino wöchentlich jeden Mittwoch um 22.45 Uhr. Gründungsmitglieder des Filmmagazins waren Silvia Koller, Hubert von Spreti und Peter Welz (Produzent). Frühere Moderatoren waren u. a. Hubert von Spreti, Vivian Naefe, Angelika Wittlich, Maria Knilli, Amelie Fried und Christoph Bauer.
kinokino gehört seit dem 1. Januar 2017 zur Abteilung Kino und Debüt des BR Fernsehens unter der Leitung von Carlos Gerstenhauer.

## Sendeplatz
Derzeit wird kinokino mit einer Länge von 15 Minuten wöchentlich in 3sat, jeweils am Dienstag um 21.45 Uhr ausgestrahlt. Eine Wiederholung läuft im BR Fernsehen jeweils Mittwoch um 23.30 Uhr – dieser Sendeplatz wechselt häufiger. Darüber hinaus wird kinokino im Programm von one ausgestrahlt.

## Online
Die Online-Präsenz des Filmmagazins kinokino.de bietet die Sendung online schon am Nachmittag vor der Ausstrahlung an. Außerdem gibt es auf kinokino.de aktuelle Filmkritiken zu den Filmen, die in der Sendung besprochen werden, ausführliche Video-Interviews mit Filmschaffenden und Stars, exklusive Online-Videoinhalte sowie die Online-Video-Rubrik „kinokino Shortcuts“, in der die wichtigsten Neustarts der Woche in einem ca. dreiminütigen Clip kurz vorgestellt und rezensiert werden (Die „kinokino Shortcuts“ sind in einer kürzeren Form auch Bestandteil der Fernsehsendung.) Zudem beliefert kinokino die BR24-App des Bayerischen Rundfunks mit Videos zu den aktuellen Kino-Neustarts, Film-Events und Interviews. Alle Video-Inhalte von kinokino gibt es auch in der BR-Mediathek.

## Preise und Auszeichnungen
- Am 1. November 2000 zeichnete die Spitzenorganisation der Filmwirtschaft e. V. die Redaktion der Sendung kinokino in „Anerkennung (ihrer) außerordentliche(n) Verdienste um den deutschen Film“ mit der SPIO-Ehrenmedaille in Gold aus.[2]
- Im Rahmen der 36. Internationalen Hofer Filmtage 2002 wurde der Filmpreis der Stadt Hof erstmals nicht an eine Filmpersönlichkeit, sondern an das Redaktionsteam von kinokino verliehen: „für die lange Unterstützung und Begleitung der Hofer Filmtage“.[7]

## Pressestimmen
- „In Sachen Kultur gilt die BR-Reihe kinokino als beste und kritischste Kino-Sendung im deutschen Fernsehen“.[8]
- „[Das] seriöseste und informativste (aber auch nur 15-minütige) Kinomagazin“.[9]
- „Anspruchsvolle Sendungen, in denen Filme tatsächlich kritisch besprochen und nicht nur vorgestellt werden, gibt es kaum noch im deutschen Fernsehen. Eine Ausnahme ist ‚kinokino‘ beim Bayerischen Rundfunk.“[10]